# Sajgó Szabolcs
Sajgó Szabolcs SJ (Budapest, 1951. augusztus 7. –) jezsuita szerzetes, író, költő, versfordító, a Párbeszéd Háza igazgatója. A jezsuiták neve után szereplő SJ a rend latin nevének kezdőbetűit (Societas Jesu), a jezsuita rendhez való tartozást jelzik.

## Élete
1951-ben született Budapesten, hat testvére van. 1969-től a Regnum Marianum közösség tagja. 1974. június 15-én szentelték esztergomi egyházmegyés pappá.
1981-től 1990-ig Kanadában élt, ott lépett be a magyar jezsuita rendbe 1982-ben. 1984 és 1994 között A Szív újság szerkesztője Kanadában és Magyarországon. 1990 és 1994 között a Szent Ignác Szakkollégium alapító lelki vezetője. A Szív Szentjánosbogár mozgalmának 1990-től alapítója.
A Magyar Katolikus Újságírók Szövetsége (MAKÚSZ) alapító tagja és alelnöke. 1993-2008 között a dobogókői Manréza Lelki és Kulturális Központ vezetője. Író, költő és versfordító. A Manréza Füzetek sorozat szerkesztője.
2008-tól Kanadában tevékenykedik, ahol 2013-ig a torontói Szent Erzsébet templom plébánosa. 2009-2013 között a Kanadai Magyar Papi Egység vezetője. 2014-től Budapesten a Párbeszéd Háza igazgatója.
2021. augusztus 19-én a magyar kultúra ápolásában és határon túli népszerűsítésében, illetve a vallásközi párbeszéd előmozdításában vállalt szerepe, valamint az üldözött keresztények melletti elkötelezett kiállása miatt a Magyar Érdemrend tisztikeresztje kitüntetésben részesült.
Jelmondata, János evangéliuma 10:16-ból:„Más juhaim is vannak, melyek nem ebből az akolból valók. Ezeket is vezetnem kell”.

## Művei
- Elárult látomás; Amerikai Magyar Írók, Toronto, 1987
- Még csak péntek este; Korda, Kecskemét, 2000
- Agy, hit, számítógép; Éghajlat, Budapest, 2004 (Manréza-füzetek)
- It's only friday night; angolra fordította: Valerie Woods; Korda, Kecskemét, 2002
- Borókai Gábor–Kondor Katalin–Sajgó Szabolcs: Mennyország és pokol határain; Éghajlat, Budapest, 2005 (Manréza-füzetek)
- Beer Miklós–Polcz Alaine–Sajgó Szabolcs: Élet, hit, lélek; Éghajlat, Budapest, 2007 (Manréza-füzetek)
- Az űrön áthajolva; Korda, Kecskemét, 2007
- Jókai Anna–Ternyák Csaba–Sajgó Szabolcs: Szeretet szigetek; Éghajlat, Budapest, 2008 (Manréza-füzetek)
- Es ist erst Freitag Abend (Még csak péntek este); németre ford. Tóthné Borbély Klára; Annecto–Korda, Toronto–Kecskemét, 2008
- Szerdahelyi Csongor: "Szemlélhettem a csodát". Életinterjú Sajgó Szabolcs jezsuitával; Jezsuita, Budapest, 2021 (Jezsuita könyvek. Arcélek)
- Meztelen Isten. Új versek; előszó Lackfi János; Kortárs, Budapest, 2021 (Kortárs vers)

## Kitüntetései
- A Magyar Érdemrend tisztikeresztje (2021)[3]